# Kuwait en los Juegos Paralímpicos de Seúl 1988
Kuwait estuvo representado en los Juegos Paralímpicos de Seúl 1988 por un total de 30 deportistas, 27 hombres y tres mujeres.

## Medallistas
El equipo paralímpico kuwaití obtuvo las siguientes medallas:
| Nombre           | Deporte                    | Evento                           |
| ---------------- | -------------------------- | -------------------------------- |
| Oro              |                            |                                  |
| Adelah Al-Rumi   | Atletismo                  | Jabalina 2 femenino              |
| Adelah Al-Rumi   | Atletismo                  | Peso 2 femenino                  |
| Adnan Al-Julefi  | Atletismo                  | Jabalina 6 masculino             |
| Adnan Al-Julefi  | Atletismo                  | Pentatlón 6 masculino            |
| Husain Al-Enezi  | Atletismo                  | Peso 6 masculino                 |
| Plata            |                            |                                  |
| Adelah Al-Rumi   | Atletismo                  | Disco 2 femenino                 |
| Ayad Al-Ali      | Atletismo                  | Disco 6 masculino                |
| Nezar Ahmad      | Atletismo                  | Eslalon 5-6 masculino            |
| Tarek Al-Naser   | Atletismo                  | Eslalon C1 masculino             |
| Ahmad Al-Saleh   | Esgrima en silla de ruedas | Espada individual 4-6 masculino  |
| Bronce           |                            |                                  |
| Nezar Ahmad      | Atletismo                  | 10 000 m 5 masculino             |
| Ali Mohamed      | Atletismo                  | Jabalina 6 masculino             |
| Fahed Al-Mutairi | Atletismo                  | Maza C6 masculino                |
| Mubarak Al-Enezi | Atletismo                  | Peso 2 masculino                 |
| Ayad Al-Ali      | Atletismo                  | Peso 6 masculino                 |
| Jaled Jaled      | Atletismo                  | Peso C2 masculino                |
| Ahmad Al-Saleh   | Esgrima en silla de ruedas | Florete individual 4-6 masculino |